# الابتهال

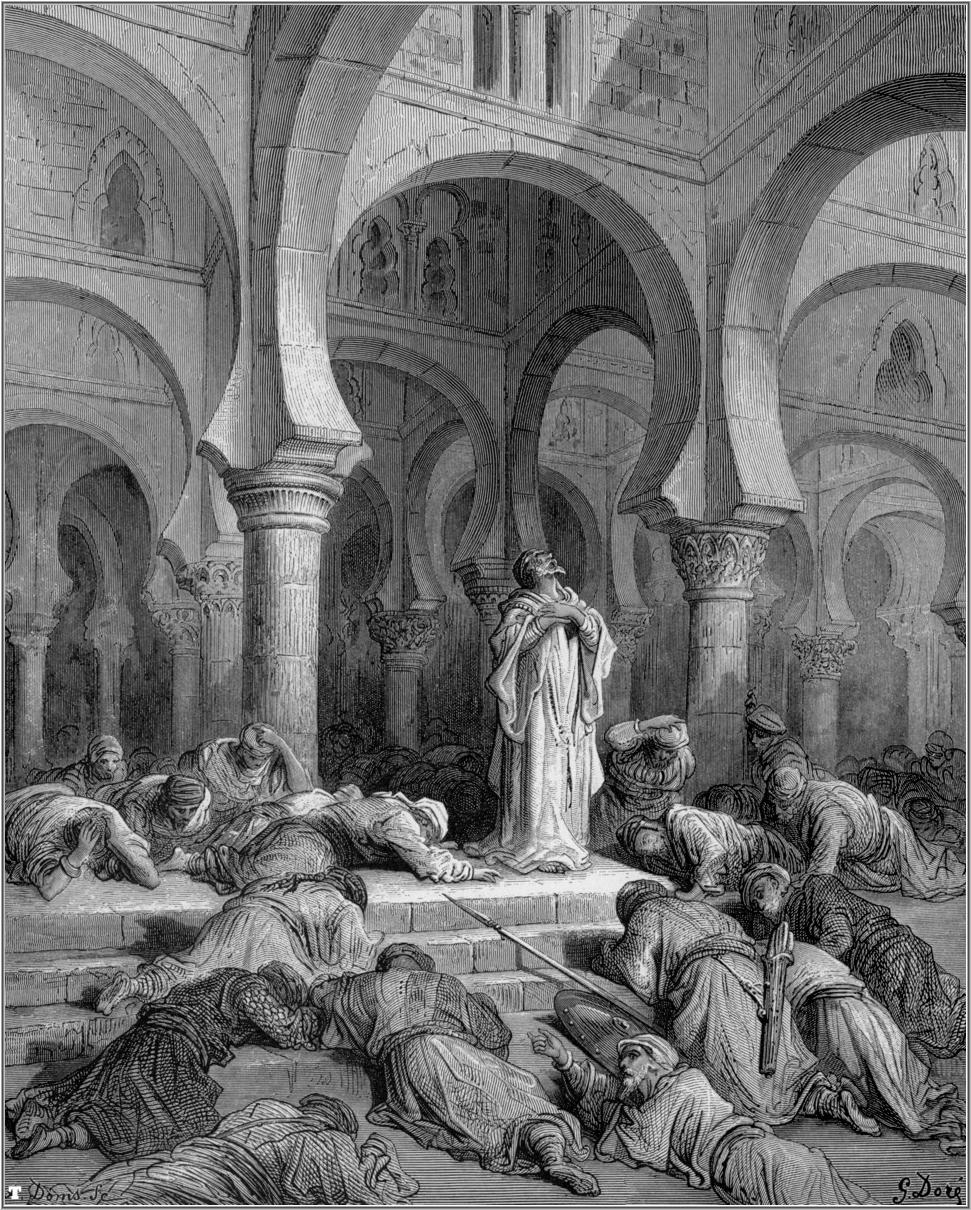

الابتهال (من الفعل اللاتيني invocare «استدعاء، استدعاء، يعطي») قد يتخذ شكل:
دعاء غوستاف دوريه أو الدعاء أو الصلاة أو الرقية.
شكل من أشكال التملك أو الأمر أو الاستحضار أو التعريف الذاتي بأرواح معينة

## الدعاء أو الصلاة
كدعاء أو دعاء، فإنه يعني دعوة الله، أو إله، أو إلهة، أو شخص، وما إلى ذلك. عندما يدعو الشخص الله، أو إلهًا، أو إلهة ليطلب شيئًا أو لمجرد العبادة، يمكن القيام بذلك في شكل محدد مسبقًا أو باستخدام كلمات أو أفعال المحتج. مثال على نص مسبق للتضرع هو الصلاة الربانية. تستخدم جميع الأديان بشكل عام التذرع بالصلاة والقداس أو الترانيم. انظر على سبيل المثال المانترا في الهندوسية والبوذية، والخروج المصري نهارًا (المعروف أيضًا باسم كتاب الموتى)، والترانيم الأورفية والعديد من النصوص، التي لا تزال محفوظة، مكتوبة بأحرف مسمارية على ألواح من الطين، موجهة إلى شمش وعشتار وآلهة أخرى.
الدعاء في الإسلام هو دعاء أو طلب يعتبر المسلمون هذا عملاً عبادةً عميقًا. يقال عن محمد أنه قال: الدعاء هو جوهر العبادة

### كبديل للصلاة
يمكن أن يكون الدعاء أيضًا بديلاً علمانيًا للصلاة. في 30 أغسطس 2012 دان نيرين عضو الجمعية الإنسانية في تولسا، قدم دعوة علمانية لفتح اجتماع لمجلس مدينة تولسا تمت دعوة Nerren لأداء الدعاء كحل وسط بعد نزاع طويل مع مجلس المدينة حول جلسات افتتاح الصلاة. كتب الاحتجاج أندرو لوفلي، وهو عضو في رابطة جنوب مين للإنسانيين العلمانيين الذي استخدم سابقًا الاحتجاج في عام 2009 لاستدعاء حفل تنصيب لمسؤولي المدينة الجدد في جنوب بورتلاند بولاية مين في هذا الاستخدام، يمكن مقارنته بالتأكيد كبديل لأولئك الذين يرفضون بضمير أداء القسم من أي نوع، سواء كان ذلك لأسباب الاعتقاد أو عدم الاعتقاد.

## شكل من أشكال التملك
تستخدم كلمة «حيازة» هنا في شكلها المحايد لتعني حالة (نفسية أحيانًا) يتم فيها استبدال شخصية الفرد الطبيعية بأخرى يُعرف هذا أيضًا أحيانًا باسم «المظهر». يمكن القيام بذلك كوسيلة للتواصل مع الإله أو الروح أو الاقتراب منه، وبالتالي لا يلزم اعتباره مرادفًا للتملك الشيطاني. في بعض التقاليد الدينية بما في ذلك الوثنية والشامانية والويكا، يعني «الاستدعاء» جذب الروح أو القوة الروحية إلى جسد المرء ويتم تمييزه عن لاستحضار والذي يتضمن مطالبة الروح أو القوة بالتواجد في مكان معين. مرة أخرى، يقول أليستر كراولي ذلك
أن «استدعاء» هو كما أن «استحضار» يعني «استدعاء». هذا هو الفرق الأساسي.في الدعاء يغمر العالم الكبير الوعي. في الاستحضار، الساحر بعد أن أصبح العالم الكبير يخلق عالماً مصغراً يمكن محاولة استدعاء الملكية منفردة أو، كما هو الحال غالبًا في الويكا، في أزواج - مع قيام شخص واحد بالاستدعاء (تلاوة الليتورجيا أو الصلوات والعمل كمرساة)، ويتم استدعاء الشخص الآخر السماح لنفسه بأن يصبح سفينة للروح أو الإله. قد يتم نقل الشخص الذي تم استدعاؤه بنجاح للتحدث أو التصرف بطرق غير مميزة، حيث يتصرف كإله أو روح؛ وقد يفقدون كل أو بعض الوعي الذاتي أثناء القيام بذلك. يمكن أيضًا تقديم اتصال عبر الصور (رؤية دينية) قد يتم دفعهم أيضًا إلى تلاوة نص بطريقة ذلك الإله وفي هذه الحالة يكون الاحتجاج أقرب إلى الدراما الطقسية. إن شحنة الويكا للإلهة هي مثال على مثل هذه التلاوة المحددة مسبقًا. راجع أيضًا طقوس الرسم على سطح القمر.
يمكن مقارنة شكل النشوة والممتلكات من الاحتجاج بحيازة مبسطة في تقليد الفودو حيث يوصف المصلين بأنهم «ممتلئون» أو «يركبون» الإله أو الروح. في عام 1995 وصفت الصحفية كارول بيكويث في ناشيونال جيوغرافيك الأحداث التي شهدتها خلال ممتلكات فودون: امرأة ترش الرمل في عينيها، ورجل يجرح بطنه بشظايا زجاج لكنه لم ينزف، وآخر ابتلع نار. بالقرب من مؤمن، ربما كان مزارعًا أو صيادًا، قام بتسخين السكاكين المصنوعة يدويًا في ألسنة اللهب. ثم أحضر رجل آخر إحدى السكاكين إلى لسانه. انكمشنا من المشهد وأصيبنا بالذهول عندما، بعد عدة مرات، لم يكن لسانه قد احمر حتى تم وصف الاحتجاج التملكي أيضًا في بعض الطقوس الإسكندنافية حيث تم استدعاء أودين «لركوب» عمال سيدر (الشامانية الإسكندنافية)، مثل الإله الذي يركب حصانه ذو الثمانية أرجل سليبنير. في الواقع، تظهر أشكال الاستدعاء التملك في جميع أنحاء العالم في معظم التقاليد الصوفية أو النشوة، حيث يسعى المصلين إلى لمس جوهر الإله أو الروح

## الأمر أو الاستحضار
قام البعض بأداء الدعاء لغرض التحكم أو انتزاع النعم من بعض الأرواح أو الآلهة. وعادة ما تنطوي هذه الاستدعاءات على وصية أو تهديد ضد الكيان الذي يتم الاستناد إليه ما يلي هو مثال غريب لمثل هذا الاحتجاج وقد عُثر عليه محفورًا بالخط المسماري على تمثال للشيطان الآشوري بازوزو. على الرغم من أنه يبدو أنه يشكل تماهيًا مع الشيطان، إلا أنه كان يُعتبر في الواقع تميمة واقية لها القدرة على إصدار أمر لهذا الكيان بعدم إيذاء الأشخاص أو ممتلكاتهم.أنا بازوزو، ابن ملك الأرواح الشريرة ذلك الشخص الذي ينزل بقوة من الجبال ويحدث العواصف. هذا هو أنا. يوجد مثال آخر في كتاب Aradia أو إنجيل السحرة أثناء تصليق ديانا حيث يتم استدعاء الإلهة إلى قطعة خبز وهددت بمنح أمنية: لا اخبز الخبز ولا الملح ولا أطبخ العسل مع النبيذ أنا أخبز الجسد والدم والروح روح ديانا (العظيمة) التي تريدها
لا تعرف راحة ولا سلام ولن تكون أبدًا في معاناة قاسية حتى تمنح ما أطلبه ما أفعله أكثر رغبة أتوسل إليها من قلبي
وإذا أعطيت النعمة يا ديانا على شرفك سأقيم هذا العيد وليمة وصفي كأس عميق سوف نرقص ونقفز بعنف
وإذا أعطيت النعمة التي أطلبها ثم عندما تكون الرقصة هي الأشد وحشية، كل المصابيح تنطفئ وسوف نحب بحرية

## التعريف الذاتي بأرواح معينة
يمكن أن يشير الاستدعاء إلى أخذ صفات المُستدعى، مثل جاذبية أفروديت أو ضراوة كالي. في هذه الحالة، يُستدعى الكائن حرفيًا من داخل نفسه (كنموذج أصلي) أو إلى نفسه (كقوة خارجية)، اعتمادًا على نظام المعتقد الشخصي للمستدعي. يتمثل الاختلاف الرئيسي بين هذا النوع من الاستدعاء وفئة الملكية الموصوفة أعلاه في أن الأول قد يبدو أكثر تحكمًا، مع اختلاط التعريف الذاتي وتحديد الهوية معًا. في الممارسة العملية، قد تمزج الدعوات العديد من هذه الفئات أو جميعها. انظر على سبيل المثال ترنيمة عشتروت من أغاني بيليتس، المنسوبة لأول مرة إلى أحد معاصري سافو ولكن كتبها بيير لويس في تسعينيات القرن التاسع عشر:- لأم التي لا تنضب ولا تفنى، مخلوقات، ولدت أولاً ولدت من قبل نفسك وحملت بنفسك، قضية نفسك وحدك وتبحث عن الفرح في نفسك، عشتروت يا مخصب على الدوام، عذراء وممرضة من كل ما هو، عفيف وفاسق، نقي ومبهج، لا يوصف، ليلي، حلو، متنفس النار، رغوة البحر! أنت الذي تمنح النعمة في الخفاء، أيها الوحد، أيها المحب، الذي تغتصب بشوق شديد الأجناس المتكاثرة من الوحوش المتوحشة وتقرن بين الجنسين في الغابة. أوه، عشتروت لا يقاوم! اسمعني، خذني، امتلكني، يا مون! وثلاث عشرة مرة كل عام استخلص من رحمى الخمر الحلو من دمي.